# Surya Majapahit

El diagrama de Surya Majapahit muestra la disposición de las deidades hindúes, cada una de las cuales reside en los principales puntos cardinales.

Surya Majapahit (Kawi: ꦯꦸꦂꦪꦩꦗꦥꦲꦶꦠ꧀, sánscrito: मजपहितस्य सूर्य) (Surya de Majapahit) es el emblema fechado que se encuentra comúnmente en ruinas de la era Majapahit. El emblema comúnmente tomaba la forma de un rayo de sol de ocho puntas con la parte redondeada en el centro que representaba deidades hindúes. El emblema podría haber tomado la forma de un diagrama cosmológico rodeado por halos o rayos solares típicos que rodean al sol, o un simple círculo con los rayos solares. Debido a la popularidad del emblema de Surya durante la era Majapahit, se ha sugerido que pudo haber servido como símbolo imperial del imperio Majapahit.

## Deidades hindúes
La representación más común de Surya Majapahit consta de las imágenes de nueve deidades y ocho rayos solares. El centro representa al sol y a los nueve dioses hindúes llamados Dewata Nawa Sanga. Las deidades mayores en el centro están dispuestos en ocho puntos cardinales alrededor de Shiva. Los arreglos son:
- Centro: Shiva
- Este: Isvara
- Oeste: Mahadeva
- Norte: Visnú
- Sur: Brahma
- Noreste: Sambhu
- Noroeste: Sangkara/shankara
- Sureste: Mahesora
- Suroeste: Rudra

Otras ocho deidades están ubicadas en el borde exterior del sol, simbolizadas por ocho rayos solares brillantes:
- Este: Indra
- Oeste: Varuna
- Norte: Kubera
- Sur: Yama
- Noreste: Isana
- Noroeste: Vayu
- Sudeste: Agni
- Suroeste: Nirṛti

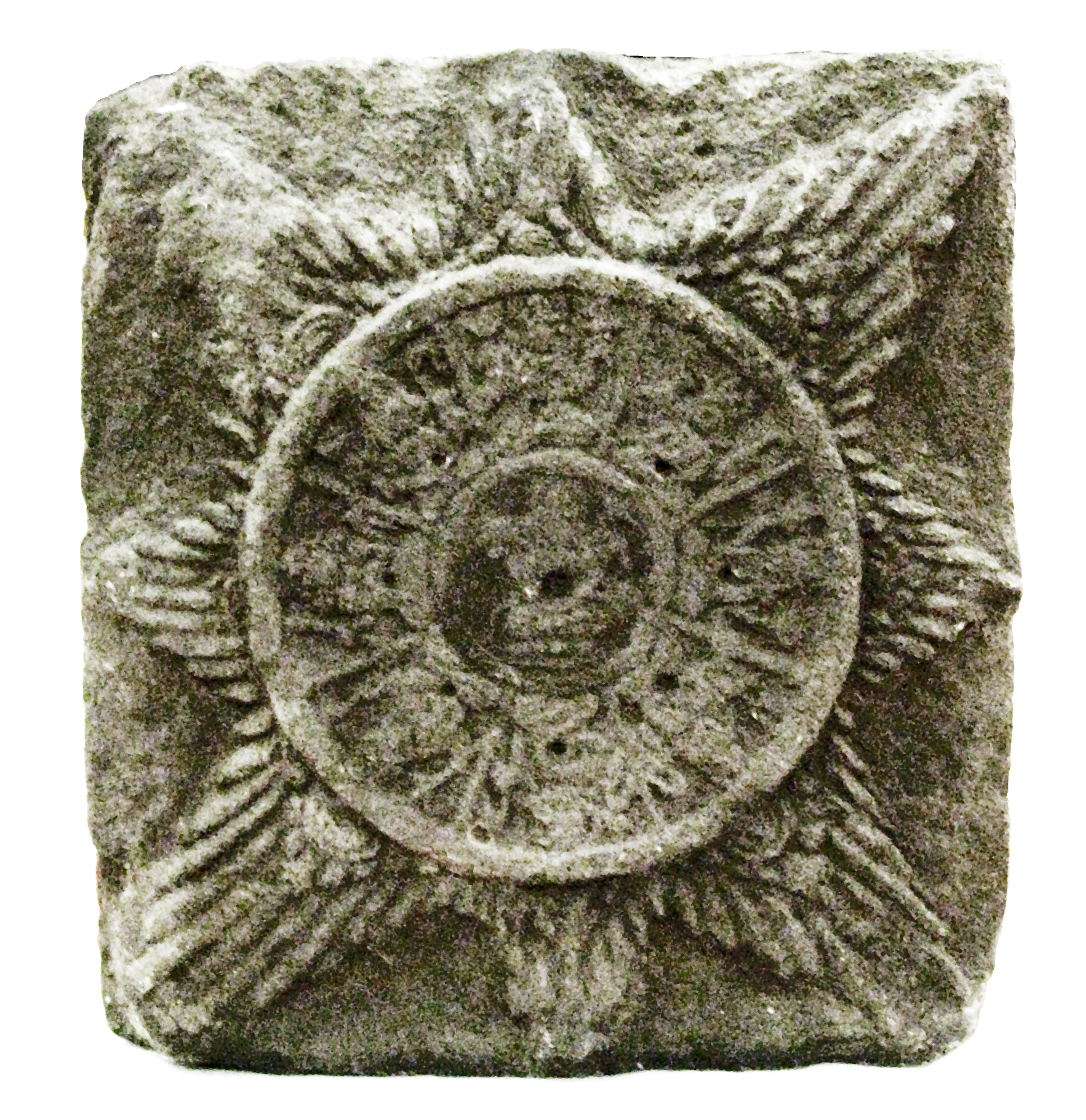
El grabado común de Surya Majapahit tomada de las ruinas del templo de Majapahit, Museo Trowulan
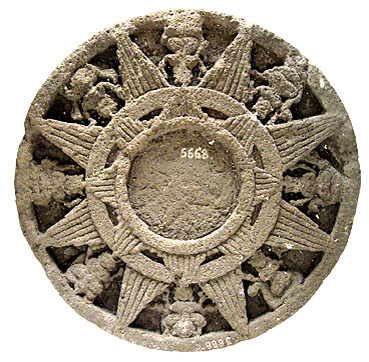
Otra representación de Surya Majapahit, tomada de las ruinas del templo de Majapahit, Museo Nacional de Yakarta.

El emblema se presenta de muchas formas; a veces tomaba la forma de un círculo de deidades y rayos solares, o simplemente una estrella solar de ocho puntas, como el emblemático Surya Majapahit incrustado en el techo de Candi Penataran, con las deidades en el sol dispuestas como diagrama cosmológico en forma de mandala. Otra variación de Surya Majapahit son los rayos solares de ocho puntas con el dios del sol Surya en el centro montado en un caballo o carro celestial. El grabado de Surya Majapahit generalmente se puede encontrar en el techo central del Garbhagriha (santuario interior) de templos como los de Bangkal, Sawentar y Jawi. Surya Majapahit también se puede encontrar en la Stella, un halo o aura tallado en la parte posterior de la cabeza de la estatua. La talla de Surya Majapahit también se encuentra comúnmente en lápidas que datan de la era Majapahit, como el cementerio de Troloyo en Trowulan.
- Portal:Indonesia. Contenido relacionado con Indonesia.
- Portal:Hinduismo. Contenido relacionado con Hinduismo.
- Estrella de Lakshmi : un símbolo en forma de estrella que representa a Lakshmi, la diosa hindú de la riqueza.
- Banderas y emblemas de Majapahit

### General
- La exposición de "Kejayaan Kerajaan-kerajaan Kuno Indonesia" (La gloria de los antiguos reinos de Indonesia) en Istana Anak-anak Indonesia, Taman Mini Indonesia Indah, mostró artefactos Majapahit de la colección del Museo Trowulan, Java Oriental. Abril de 2009.

1. ↑  Bullough Nigel (1995). Historic East Java, Remains in Stone, 50th Anniversary of Indonesia Commemorative Edition. Jakarta: ADLine Communications. p. 109.
2. ↑  Bullough Nigel (1995). Historic East Java, Remains in Stone, 50th Anniversary of Indonesia Commemorative Edition. Jakarta: ADLine Communications. p. 91.

- Datos: Q7647355
- Multimedia: Surya Majapahit / Q7647355